# Берёзово (Шиловский район)
Берёзово — село в Шиловском районе Рязанской области в составе Тимошкинского сельского поселения.

## Географическое положение
Село расположено на левом берегу реки Тырницы в 8 км к востоку от пгт Шилово (11 км по автодорогам).
К юго-востоку от села находятся озеро Протасьево, к востоку, за рекой Тырницей — большой лесной массив, на севере — Лес Чистый, на западе — урочище Ближняя Сувратка. Ближайшие населённые пункты — село Борок, деревня Ванчур, посёлки Новая Жизнь и Первомайский.

## Население
В 1992 г. — 497 чел..
| 1859 | 1897  | 1906  | 2010 |
| ---- | ----- | ----- | ---- |
| 1091 | ↗1368 | ↗1505 | ↘325 |

## Происхождение названия
Происхождение названия села — по природным признакам. 16 февраля 1610 г. выдаётся Ввозная грамота царя Василия Ивановича Шуйского, Ивану Осиповичу Нарышкину с матерью Дарьей и сестрой Софьей на поместье отца село Березово Большая Поляна с деревней в Старорязанском стане Рязанского уезда. Деревня называлась — Березово Малая на Житковском враге на рчк. Тынорце Старорязанского стана.

## История
Село Березово впервые косвенно упоминается в письменных документах за 1563 г.: в выписи «из резанских писцовых и вотчинных книг писма Григорья Плещеева да Киприяна Дедешина с товарыщи» в судном деле Тимофея Шиловского с дьяком Андреем Шерефединовым упомянуты «березовские бортники».
Уже в 1576 г. Березово показано как село.
В знаменитой грамоте Терехово-Воскресенскому монастырю, указаны жалобы монахов: «…на Березовского на Никольского священника, да на Березовских крестьян на Сидора, да на Гаврила на Ширяевых детей, да на Ероху, и на весь приход, да на сына боярского на Ивана Федорова Трубицына, да на крестьян его». Грамота доносит имя первого владельца села — боярина Трубицына Ивана Федоровича.
В писцовых книгах за 1628—1629 гг. Березово упоминается также в качестве села с деревянной Никольской церковью, где описывается так:

Село Березово, а в селе на вотчинной земле церковь Николы Чудотворца да апостола Иякова древена клетцки, а церковь и в церкве образы и книги и ризы и все церковное строение вотчиничье, да на вотчинниковой же земле церковные дворы: двор поп Игнатей, двор просвирница Овдотьица, двор пономарь Сенька Степанов, да келья нищаго старца Афонки Прокофьева, а питаетца от церкви Божии, пашни церковные добрые земли из вотчинниковой пашни 12 чети в поле, а в дву потомуж. Да в селе-ж двор вотчинников, двор прикащиков, а в нём живёт дворник Лёвка Иванов Засора с сыном с Матюшкою, да крестьянских 9 дворов, да бобыльских 9 дворов, да пустых крестьянских 12 дворов.

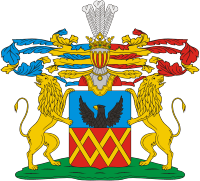
Герб рода дворян Нарышкиных

Из окладных книг 1676 г. видно, что Березово, до построения в нём церкви, принадлежало к приходу села Тимошкино: «А преж сего с той церкви дань платили по старому окладу с селом Тимошкиным». Церковной земли при Никольской церкви по окладным книгам значится только

3 четверти в поле, в дву потомуж, сенных покосов на 30 копен; в приходе двор помещиков Ивана Иванова сына Нарышкина да крестьянских 20 дворов, бобыльских 3 двора. По окладу 184 г. дани положено платить 23 алтына 3 денги.

Также из приведённого отрывка следует, что владельцем села Березово в конце XVII в. был окольничий Иван Иванович Нарышкин (+1693 г.), троюродный брат царицы Натальи Кирилловны (урожд. Нарышкиной; 1651+1694 гг.), матери царя Петра I, женатый на А. Р. Караваевой. Впоследствии селом владели также его сын, стольник Иван Иванович Нарышкин (1668+1735 гг.), женатый вторым браком на Анастасии Александровне Милославской, и внук, тайный советник и камергер Александр Иванович Нарышкин (1735+1782 гг.), женатый на княжне Анне Никитичне Трубецкой.
В 1707 г., по инициативе и на средства стольника Ивана Ивановича Нарышкина, в селе Березово на месте старой ветхой деревянной Никольской церкви был построен новый каменный храм в то же храмонаименование, а в 1785 г. в нём был устроен ещё один престол во имя Покрова Пресвятой Богородицы. В 1718 г. Иван Иванович был арестован по делу царевича Алексея, однако казни избежал. За 11 лет перед этим, в 1707 г. к нему в Березово зачем-то приезжал царевич Алексей, сын Петра-I и оставил в Николо-Лопатинском монастыре псалтырь со своей подписью.

Герб рода дворян Фатовых.

В начале XIX в. владельцами села Березово стали в долях дворяне Телепнёвы и Фатовы. Надворный советник Иван Венедиктович Фатов и его сыновья Александр и Григорий Ивановичи выстроили в Березове усадебный дом и много сделали для украшения сельского храма. В 1803 г. И. В. Фатов пристроил к Никольскому храму новую колокольню, в 1823 г. его сын, А. И. Фатов, поновил настенные росписи. На благоустройство Никольского храма в селе Березове Фатовы жертвовали значительные суммы. В 1833 году в с. Борок землевладелецей 65 душ, пристани на р. Паре со складами хлеба стала вдова коллежского регистратора Фатова — княгиня Варвара Алексеевна Кропоткина, вышедшая второй раз замуж за Семёна Николаевича Аксёнова (1787—1840), чиновника 6 кл. Комиссариатского Департамента Морского министерства, первого известного в России гитариста.
Указанный в архивных данных «вновь поселенный посёлок», возможно и есть Аксёнов хутор, названный по фамилии гитариста и показанный у И. И. Проходцева в «Населённых местах». По рассказам старожилов Дудиных Аксёнов хутор, это хутор Майский.
В 1869 г. подпоручиком Квинтиллианом Петровичем Голиковым в селе Березово был учреждён крахмальный завод, работало на нём 16 человек. По данным «Указателя фабрик и заводов Европейской России и Царства Польского» в 1887 г. завод производил 8000 пудов крахмала, его оборот достигал 6000 руб.
В 1888 г. при Никольской церкви села Березово была открыта церковно-приходская школа.
К 1891 г., по данным И. В. Добролюбова, в состав прихода Никольской церкви села Березово, помимо самого села со 182 дворами, входила деревня Никитина (68 дворов), в коих всего числилось 845 душ мужского и 917 душ женского пола, в том числе грамотных 180 мужчин и 60 женщин.
К 1909 г. в селе Березово насчитывалось уже 205 дворов, в коих проживали 714 душ мужского и 791 душа женского пола. В селе имелись Никольская церковь, церковно-приходская школа, 2-этажный торговый дом Дьяконовых (после репрессий проживают в Орехово-Зуево) с трактиром (впоследствии конфискован Советским государством), кирпичный и крахмальный заводы, мельницы. Никольская церковь в 1905—1907 гг. была расширена, а её придельный Покровский престол упразднён. Церковно-приходская школа содержалась за счёт средств прихожан. К началу XX в. в ней обучалось 90 мальчиков и 45 девочек. Земли в округе села принадлежали помещику Тельнову и товарищу министра путей сообщения Домбровскому.
После Октябрьской революции 1917 г. в Березове был образован Совет крестьянских депутатов. В 1920 г. были национализированы кирпичный и крахмальный заводы, село стало центром Березовской волости Спасского уезда. В конце 1920-х гг., с целью осуществления коллективизации сельского хозяйства, на работу в село Березово был направлен из Москвы рабочий-коммунист Прошляков. В 1928 г. он стал инициатором создания в Березове сельскохозяйственной артели — одной из первых на территории современного Шиловского района. В 1929 г. в ней насчитывалось уже до 250 крестьянских хозяйств. Этот колхоз получил символичное название «Новая Деревня».
29 июля 1936 г. Никольская церковь была закрыта постановлением Московского областного исполкома, а её здание передано для устройства сельского клуба. С 1941 г. здесь размещалось колхозное зернохранилище.
Во время Великой Отечественной войны 1941—1945 гг. в колхозе косцами работали 90 женщин; школьники занимались прополкой, собирали колоски на колхозных полях (в настоящее время колхоз не действует).
Здание бывшей Никольской церкви было возвращено верующим в 1992 г. и освящено во имя Покрова Пресвятой Богородицы.

## Экономика
В селе расположено агропромышленное предприятие ООО «Новая Деревня».

## Социальная инфраструктура
В селе имеются отделение почтовой связи (не работает), фельдшерско-акушерский пункт, музей худфонда РСФСР, клуб и библиотека.

## Транспорт
Основные грузо- и пассажироперевозки осуществляются автомобильным транспортом по федеральной трассе М5. В 1,5 км севернее села находится остановочный пункт «Разъезд Тырница» железнодорожной линии «Рязань — Пичкиряево» Московской железной дороги. Рейсовый автобус Шилово — Борок — Березово.

## Достопримечательности
Неолитическое городище на р. Тырнице.
Лагерь римских ауксилариев периода Септимия Севера на Тырнице.
Королевские захоронения раннего средневековья эпохи Великого переселения Культуры рязано-окских могильников (КРОМ) Борок с наличием Y гаплогрупп I1, N1b, R1b, G2a.
Шиловский краеведческий музей и Государственный исторический музей экспонируют археологические коллекции КРОМ проф. Белоцерковской И. В(ГИМ)., Ахмедова И.(Эрмитаж) и Гаврилова А. Н. (Шиловский историко-культурный центр). Отчеты археологических экспедиций хранятся в Институте археологии РАН.
Большая засечная черта. Отдельная юго-восточная часть Большой засечной черты охраняла рубежи рязанской земли и тянулась от Скопина до Шацка против крымско-ногайских набегов на Русь, построенная в эпоху Ивана Грозного.

### Усадьба Берёзово
Усадьба основана в первой трети XVII в., в последней четверти XVII в. принадлежала стольнику И. И. Нарышкину (ум. 1693), женатому на А. Р. Караваевой; затем — их сыну стольнику И. И. Нарышкину (1668—1735), женатому вторым браком на А. М. Милославской (1700—1773); далее — их сыну т. сов. А. И. Нарышкину (1735—1782), женатому на кнж. А. Н. Трубецкой (р. 1737); в середине XIX в. — дворянам О.А. и В. П. Телепнёвым. С начала XIX в. в селе существовала ещё одна усадьба, принадлежавшая помещику И. Фатову, затем его сыну А. И. Фатову; в середине XIX в. — Г. И. Фатову.
Сохранились действующая церковь Николая Чудотворца 1707 г., построенная И. И. Нарышкиным, с приделом 1785 г., сооружённым совладелицей села М. Фатовой (ум. 1801), и колокольней 1803 г., возведённой И. Фатовым; парк из смешанных пород деревьев. М. Фатова была захоронена в храме.
- Храм Покрова Пресвятой Богородицы — Покровская церковь. Построена в 1707 г. по инициативе и на средства стольника И. И. Нарышкина[12].
- Усадьба дворян Фатовых, XIX в. Сохранность низкая: сохранился регулярный парк из смешанных пород деревьев («Барский сад»).[8]
- Спор жителей Березова и Шилова из-за Николо-Лопатинского монастыря. Николо-Лопатинский монастырь находился на берегу р. Оки, за р. Парой, в одной версте от с. Шилово, в дачах того же села, и в 3 верстах от с. Березова. Местность эта обозначена в грамоте 1563 года: «И выписано из резанских ис писцовых из вотчинных книг писма Григорья Плещеева да Киприяна Дедешина с товарыщи лета семь тысяч семьдесят первого году»/1563/(1) В грамоте говорится: «…да ис той же пашни пашет Данило поляну Лопатину… Да угодья к тому селу Данилу и с Полагеею и с её детми вопче … да усть Поры луг Монастырища, ставитца на нём сена двесте дватцать копен; да за рекою за Порою к тому ж селу заводь, и перевесья, и неретовище — Данилу с Полагеею и з детми по половинам».

«Да на Мещерской стороне церковь Никола Чюдотворец на их же вотчинной земле; и х тому храму и к тем приделом, что в Шилове угодья: вниз по Поре реке против бору луг, сена двесте десять копен; да на Резанской стороне озеро Хомут с ыстоком и с перевесьи да лес бортной по Поре реке на диком поле, а ходит тот лес с туровскими бортники судерев, знамя их веслы с двемя рубежи». Мещерская сторона в районе Шилова начиналась за рекой Парой, и относилась к Мещерскому уезду. Позже к Шацкому уезду. Таким образом, первое упоминание Николо-Лопатинского монастыря относится к 1563 году, и располагался он на р. Оке, за рекой Парой, точнее, почти в её устье, и имел два названия по грамотам: «Лопатинская» и «да усть Поры луг Монастырища». Эти земли, которые шли полосой от Оки к будущему селу Борок, принадлежали роду Шиловских. Духовным отцом последних, был игумен Терехово-Воскресенского монастыря. Этот участок земли, Шиловские, отдали монахам монастыря вместе с половиной своего мыта. Отмеченная в 1563 г. церковь великого чудотворца Николы упоминается в окладных книгах 186 (1676)г., где о ней отмечено, что по указу Мисаила архиепископа дани «с ней имать не велено, а на память великого чудотворца Николая по дважды в лете служить села Шилова попу Михаилу». В 1719 г. владельцами с. Шилова Никольская монастырская церковь была перенесена на другое место, перестроена и, по указу митр. Стефана, освящена с. Константинова иереем Феодором Ивановым. В апреле 1747 г. преосвященным Алексием дана была благословлённая грамота на построение в Николаевской пустыни, зовомой Лапотной, вновь церкви Божией, во имя святого Николая чудотворца на новом кладбище. В 1748 г. владелицы села Березова, вдовы Настасьи Александровой дочери Нарышкиной (урождённой Милославской), служитель Иван Мокеев просил того же преосв. Алексия дозволить новопостроенную Никольскую церковь освятить с. Путятина Воскресенскому иерею Михаилу и выдать храмосвятную грамоту, которая и дана была просителю в октябре того же года. В новопостроенной Никольской церкви богослужение совершаемо было только трижды в год — на день св. Николая, 6 декабря, в день Рождества Иоанна Предтечи и на день Усекновения честныя главы его. Но так как эта церковь сделалась предметом спора между селами Шилово и Берёзовым, то просв. Дмитрий Сеченов, по прибытии на Рязанскую епархию, приказал из ней отобрать антиминс и тем положил конец препирательствам между означенными селами. В 4 день июля 1785 г. вотчины камер-юнкера Александра Ивановича Нарышкина бурмистр Василий Софронов, села Березова церкви Николая чудотворца староста Семён Наумов от лица всех приходских людей обратились к преосвящ. Симону с просьбою дозволить им при их приходской церкви устроить придел во имя Рождества Иоанна Предтечи, а ветхую Никольскую церковь, называемою Лапотною, сломать и употребить на отопление придела и на печение просфор. В том же году и крестьяне с. Шилова подали прошение о дозволении им при их деревянной успенской цекви из Николо-Лапотной устроить особый придел, прописывая в то-же время, что сего "785 года июня 21 дня с. Березова "иерей Симеон Григорьев, диакон "Осип Афанасьев да престарелой пономарь Кирилла Андреянов, собравши "вотчины помещика Нарышкина — сел «Березова и Борку с крестьянами во множественном числе людей, приехав воденым путём и войдя в Никольскую (монастырскую) церковь. Иконостас весь и прочия святыя иконы и церковную всю утварь, книги и прочее, все взяли, и, положа в лодку, увезли в с. Березово». Почему Шиловцы прсили также и похищенное с. Березова крестьянами церковное имущество возвратить им. Так как по справке в Наместническом Правлении и по писцовым книгам церковь Николы Лапотного оказалась находящуюся в дачах, принадлежащих к селу Шилову, а не к Березову, то Консистория и постановила: « Николо-Лапотную церковь отдать к перестроению прихожанам с. Шилова, а затем, и образа, взятые из оной с. Березова жителями, велеть возвратить в оную-же, перестроение оной церкви дозволить учинить не на прежнем ея месте — за рекою, а в самом селе Шилове на погосте приходской церкви, коей в том селе и быть вместо придельной теплою». 25 июля 1786 г. за № 1196 дана была грамота на освящение Никольского в с. Шилове придела, который и был освящён 29 ноября того же года Спасским протопопом Георгием. Памятником некогда существовавшаго Николо-Лапотного монастыря служит имеющаяся в с. Шилове следованная псалтырь со следующей надписью: «Сія глаголемая псалтирь следованная пожаловалъ и приложилъ благородный велікiй князь царевичъ Алексей Петровичъ въ Рязанской уезд, въ Старорязанской станъ въ пустыню Николая Чудотворца, что на реке Оке, зовомый Лапотный, 1708 года ноября 3 дня».